# Gens Calvisia
La gens Calvisia era una famiglia romana, salita alla ribalta durante il periodo finale della Repubblica romana, e rimasta molto influente in epoca imperiale. Il primo della gens ad ottenere il consolato fu Caio Calvisio Sabino (Gaius Calvisius Sabinus) nel 39 a.C.. Nel tardo Impero il nome Calvisio si trova talvolta come cognomen.

## Origine della gens
Il nomen Calvisius deriva probabilmente dall'aggettivo calvus, che significa "calvo". Sia Calvo che Calvino erano cognomi comuni. 

## Rami e cognomi della gens
L'unica famiglia dei Calvisii nota nel periodo repubblicani e alto-imperiale portava il cognome Sabino, con probabile riferimento all'origine Sabina.